# Aphodius pusillus
Aphodius pusillus là một loài bọ cánh cứng trong họ Bọ hung (Scarabaeidae).